# (6738) Tanabe
(6738) Tanabe (1993 FD1) – planetoida z pasa głównego asteroid okrążająca Słońce w ciągu 3,58 lat w średniej odległości 2,34 j.a. Odkryta 20 marca 1993 roku.